# 경주법주
경주법주(Gyeongju Beopjoo, 慶州法酒)는 대구경북 지역의 주류 업체인 금복주의 곡주 제조 계열사이자 이 회사에서 나오는 제품 이름이기도 하다. 1972년 9월에 경북 경주에 설립되었다.

## 역사
- 1972년 9월 19일 경주법주양조㈜ 설립
- 1972년 11월 1일 쌀로 빛은 전통술 경주법주 출시
- 1981년 5월 26일 ㈜금복주가 경주법주양조㈜를 자본 참여
- 1981년 12월 20일 경주법주선물세트 출시
- 1983년 10월 3일 현재 사명을 경주법주㈜로 개명
- 1987년 3월 2일 경주법주 새로운 포장으로 사용 개시
- 1993년 9월 1일: 명품주 화랑 출시
- 1997년 10월 7일: ㈜금복스토크 합병
- 2006년 9월 1일: 명품주 화랑 새로운 상표 개시
- 2007년 8월 30일: 명품주 화랑이 국세청 주관하는 2007 대한민국 주류품평회 금상 수상
- 2008년 6월 17일: 명품주 화랑이 2008 OCED 장관회의 공식만찬주
- 2010년 4월 7일: 고급청주 경주법주 초특선 출시
- 2010년 7월 5일: 명품주 화랑 2010 샌프란시스코 국제와인대회에서 라이스와인 금메달 수상
- 2010년 10월 14일: 명품주 화랑 2010 G20 재무장관회의 건배주 선정
- 2011년 4월 25일: 경주법주 초특선이 2011 몽드셀렉션 금상 수상
- 2012년 6월 13일: 국산쌀 20% 도정을 한 경주법주쌀막걸리 출시
- 2013년 7월 15일: 경주법주쌀막걸리 2013 샌프란시스코 국제와인품평회 금메달 수상
- 2016년 5월 22일: 경주법주쌀막걸리 몽드셀렉션 금상 수상
- 2017년 6월 1일: 우리쌀 20% 도정을 한 경주법주 우리쌀 막걸리 출시
- 2017년 10월 16일: 금복주 자회사 경주법주-농업경영인 경주시연합회 업무 협약 체결

## 제품
- 경주법주
  - 경주법주 원컵
  - 경주법주 나이스샷
  - 경주법주 차례주
  - 경주법주 천수
  - 경주법주 초특선
- 화랑
- 안동소주 제비원
- 경주법주 쌀막걸리
- 경주법주 쌀청포도
- 경주법주 쌀막걸리 파인애플
- 경주법주 쌀막걸리 스윗망고
- 경주법주 선물세트